# Köktuma (stacja kolejowa)
Köktuma (kaz. Көктұма, ros. Коктума) – stacja kolejowa w miejscowości Köktuma, w rejonie Ałaköl, w obwodzie żetysuskim, w Kazachstanie. Położona jest na linii Aktogaj - Urumczi, na trasie Nowego Jedwabnego Szlaku.